# Padiglione di riposo
Padiglione di riposo è un romanzo dello scrittore spagnolo Camilo José Cela. In Italia è attualmente pubblicato dalla casa editrice Utopia.

## Descrizione
L'opera, pubblicata a puntate sulla rivista El Español tra il marzo e l'agosto del 1943, fu pubblicata insieme nel 1944. È il secondo romanzo dello scrittore. Padiglione di riposo, che si contrappone all'azione de La familia de Pascual Duarte, è descritto dall'autore stesso come "un romanzo in cui non succede niente". Narra le esperienze di sette malati di tubercolosi in un sanatorio situato nella periferia di Madrid. Cela, che soffriva della malattia, potrebbe essere stato ispirato dal suo soggiorno nel 1942 nel sanatorio di Hoyo de Manzanares. Fu scritto da Cela tra Madrid e la città di Navas del Marqués ad Avila.